# Zastava M57
Zastava M57 je poluautomatski pištolj kojeg je u bivšoj Jugoslaviji proizvodila tvrtka Zastava Oružje (danas Zastava Arms). Riječ je o kopiji sovjetskog pištolja Tokarev TT-33. Pištolj je prihvaćen 1957. dok se masovno počeo proizvoditi 1960. godine. Bio je službeno oružje u jugoslavenskoj vojsci i policiji.
Tehničke razlike između jugoslavenskog i sovjetskog pištolja gotovo su neznatne a najznačajnije su da M57 koristi okvir kapaciteta devet a TT-33 kapaciteta osam metaka. Veći kapacitet okvira je razlog za nešto većeg rukohvata kod M57. Također, vodilica povratne opruge se kod Zastavinog modela sastoji od dva dijela.
Vizualne različitosti su veoma male ali vidljive. Tako sovjetski TT-33 na koricama pištolja ima oznaku zvijezde petokrake oko koje je oznaka CCCP. Jugoslavenska inačica pištolja ima oznaku FNRJ ili SFRJ.
Pištolj koristi streljivo kalibra 7,62x25 TT dok je Zastava Oružje tijekom 1970-ih počela proizvoditi sličan pištolj koji je koristio 9x19 Luger streljivo. Riječ je o modelu Zastava M70A.

## Vanjske poveznice
- Web stranica proizvođača